# زابیلنه (شهرستان اولتسکو)
زابیلنه (به لهستانی:  Zabielne) یک روستا در لهستان است که در گمینا اولتسکو واقع شده‌است.